# صالح علي صالح نبهان
صالح علي صالح نبهان (بالإنجليزية: Saleh Ali Saleh Nabhan)‏ (4 أبريل 1979, مومباسا، كينيا – 14 سبتمبر 2009, باراوا، الصومال) كان زعيم تنظيم القاعدة في الصومال. أدرجه مكتب التحقيقات الفدرالي على قائمة المطلوبين بعد الهجمات في كينيا عام 2002،  ساهم في عملية تفجير سفارات الولايات المتحدة عام 1998.
في 28 نوفمبر, 2002, قاد محاولة إسقاط طائرة إسرائيلية تابعة لشركة طيران أركيا من نوع بوينغ 757 التي أقلعت من مطار موي الدولي في مومباسا باستخدام صاروخ أرض-جو. لكن لم تُصب الطائرة وهبطت في تل أبيب. وبعدها بحوالي 20 دقيقة في مومباسا، قام ثلاثة مقاتلين تابعين لمجموعته بتفجير سيارات الدفع الرباعي في بهو فندق مملوك لمواطن إسرائيلي، وقُتِلَ في الهجوم ثلاثة إسرائيليين وعشرة كينيين، وأُصيب 80 آخرين. وفي سبتمبر 2009 قُتِلَ في غارة أمريكية نفذتها البحرية الأمريكية.